# Phymata borica
Phymata borica är en insektsart som beskrevs av Evans 1931. Phymata borica ingår i släktet Phymata och familjen rovskinnbaggar. Inga underarter finns listade i Catalogue of Life.